# Lista de emissoras da Redevida
Esta é uma lista que contém as 7 afiliadas que retransmitem a programação da Redevida.
Multiprogramação: Rede Vida, (numerosortido.1)Rede Vida+ (numerosortido.2) e Rede Vida Educação. (numerosortido.3)

## Geradora
| Grupo                                               | Emissora | Cidade, UF                       | Canal   | Prefixo |
| --------------------------------------------------- | -------- | -------------------------------- | ------- | ------- |
| Instituto Brasileiro de Comunicação Cristã (INBRAC) | Redevida | São José do Rio Preto, São Paulo | 11 (32) | ZYB 886 |

## Afiliadas
| Grupo                         | Emissora            | Cidade, UF            | Canal digital | Prefixo |
| ----------------------------- | ------------------- | --------------------- | ------------- | ------- |
| Diocese de Bacabal            | Redevida Bacabal    | Bacabal, Maranhão     | 26            | RTV     |
| Diocese de Caxias do Maranhão | Redevida Caxias     | Caxias, Maranhão      | 26            | RTV     |
| Diocese de Imperatriz         | TV Anajás           | Imperatriz, Maranhão  | 16 (26)       | RTV     |
| Fundação Prelázia de Balsas   | TV Boa Notícia      | Balsas, Maranhão      | 26            | RTV     |
| —                             | TV Santa Gianna     | Grajaú, Maranhão      | 26            | RTV     |
| —                             | TV Verdes Florestas | Cruzeiro do Sul, Acre | 26            | RTV     |
| —                             | TV Mundurucânia     | Maués, Amazonas       | 39            | RTV     |
| —                             | TV Coari            | Coari, Amazonas       | 39            | RTV     |

## Retransmissoras

### Acre
- Feijó - 26 UHF digital (em implantação)
- Rio Branco - 26 UHF (27.1 virtual)

### Alagoas
- Arapiraca - 13 VHF
- Maceió – 26 UHF digital (27.1 virtual)
- Palmeira dos Índios - 24 UHF
- Penedo - 26 UHF digital

### Amapá
- Ferreira Gomes - 13 VHF
- Macapá – 39 UHF digital (40.1 virtual)
- Oiapoque - 4 VHF
- Pedra Branca do Amapari - 7 VHF

### Amazonas
- Borba - 38 UHF digital
- Eirunepé - 11 VHF
- Envira - 10 VHF
- Guajará - 7 VHF
- Humaitá - 39 UHF digital (13.1 virtual)
- Ipixuna - 7 VHF
- Itacoatiara - 38 UHF digital
- Lábrea - 12 VHF
- Manaus - 39 UHF digital (40.1 virtual)
- Parintins - 39 UHF digital
- Santo Antônio do Içá - 10 VHF
- São Gabriel da Cachoeira - 7 VHF
- Tefé - 2 VHF

### Bahia
- Alagoinhas - 15 UHF digital
- Amargosa - 15 UHF digital
- Barra - 14 UHF digital
- Barreiras - 15 UHF digital
- Bom Jesus da Lapa - 14 UHF
- Caetité - 15 UHF digital
- Camaçari - 43 UHF digital (Sinal Fraco)
- Caravelas - 6 VHF
- Feira de Santana - 14 UHF digital (14.1 virtual)
- Ilhéus - 14 UHF digital
- Irecê - 15 UHF digital
- Itapé - 16 UHF
- Iguaí - 5 VHF
- Itabuna - 15 UHF digital (15.1 virtual)
- Juazeiro - 43 UHF digital (14.1 virtual)
- Jequié - 14 UHF
- Paulo Afonso - 43 UHF digital
- Ruy Barbosa - 5 VHF
- Salvador - 43 UHF digital (44.1 virtual)
- Serrolândia - 5 VHF
- Senhor do Bonfim - 15 UHF digital
- Teixeira de Freitas - 15 UHF digital (13.1 virtual)
- Vitória da Conquista - 43 UHF digital (14.1 virtual)

### Ceará
- Boa Viagem - 2 VHF
- Crateús - 16 UHF digital (fora do ar)
- Crato - 15 UHF digital (31.1 virtual)
- Fortaleza - 45 UHF digital (46.1 virtual)
- Iguatu - 14 UHF analógico / 16 UHF digital
- Itapajé - 9 VHF
- Itapipoca - 17 UHF digital (fora do ar)
- Juazeiro do Norte - 45 UHF (em Implantação)
- Limoeiro do Norte - 17 UHF digital
- Quixadá - 16 UHF digital
- Sobral - 17 UHF digital (16.1 virtual)
- Tianguá - 19 UHF analógico / 16 UHF digital

### Distrito Federal
- Brasília - 34 UHF digital (35.1 virtual)
- Gama - 34 UHF digital (49.1 virtual)

### Espírito Santo
- Cachoeiro de Itapemirim - 35 UHF digital
- Colatina - 35 UHF digital
- Ecoporanga - 2 VHF
- São Mateus - 35 UHF digital
- Vitória - 35 UHF digital (36.1 virtual)

### Goiás
- Anápolis - 14 UHF digital
- Caldas Novas - 10 VHF
- Ceres - 15 UHF
- Formosa - 34 UHF digital
- Goiânia - 14 UHF digital (28.1 virtual)
- Goiás - 15 UHF digital (em implantação)
- Ipameri - 14 UHF digital
- Itapuranga - 5 VHF
- Itumbiara - 21 UHF
- Jataí - 14 UHF digital
- Luziânia - 41 UHF digital (28.1 virtual)
- Morrinhos - 2 VHF
- Mozarlândia - 8 VHF
- Posse - 26 UHF
- Rio Verde - 14 UHF digital (16.1 virtual)
- Rubiataba - 16 UHF
- São Luís de Montes Belos - 14 UHF digital

### Maranhão
- Açailândia - 26 UHF digital
- Brejo - 26 UHF digital
- Carolina - 26 UHF digital
- Codó - 26 UHF digital (Em implantação)
- Colinas - 26 UHF digital
- Coroatá - 26 UHF digital
- Pinheiro - 27 UHF digital
- São Luís - 26 UHF digital (25.1 virtual)
- Viana - 26 UHF digital
- Timon - 39 UHF digital (40.1 virtual)
- Zé Doca - 26 UHF digital

### Mato Grosso
- Barra do Garças - 19 UHF digital (fora do ar)
- Cáceres - 17 UHF
- Cuiabá - 43 UHF digital (44.1 virtual)
- Diamantino - 19 UHF Digital
- Guiratinga - 15 UHF
- Rondonópolis - 43 UHF digital (18.1 virtual)
- São Félix do Araguaia - 13 VHF
- Sinop - 43 UHF digital
- Sorriso - 19 UHF digital
- Tangará da Serra - 6 VHF

### Mato Grosso do Sul
- Campo Grande - 45 UHF digital (44.1 virtual)
- Corumbá - 43 UHF digital
- Coxim - 11 VHF digital
- Jardim - 7 VHF
- Três Lagoas - 30 UHF digital
- Terenos - 44 UHF digital

### Minas Gerais
- Almenara - 23 UHF digital
- Araxá - 23 UHF digital
- Barbacena - 6 VHF
- Belo Horizonte -  49 UHF digital (48.1 virtual)
- Bueno Brandão - 27 UHF
- Caldas - 2 VHF
- Campanha - 52 UHF
- Caratinga - 24 UHF
- Congonhas - 38 UHF
- Curvelo - 2 VHF
- Guaxupé - 33 UHF
- Guimarânia - 23 UHF digital
- Governador Valadares - 24 UHF digital (20.1 virtual) em implantação
- Ipatinga - 23 UHF (30.1 virtual)
- Itabira - 49 UHF digital
- Itapecerica - 11 VHF
- Itaúna - 49 UHF digital
- Ituiutaba - 23 UHF digital
- Januária - 12 VHF
- João Monlevade - 4 VHF
- Juiz de Fora - 24 UHF digital (43.1 virtual)
- Leopoldina - 23 UHF digital
- Manhuaçu - 4 VHF
- Mariana - 52 UHF digital
- Mercês - 13 VHF
- Miraí - 10 VHF
- Ouro Branco - 49 UHF digital
- Ouro Preto - 49 UHF
- Paracatu - 17 UHF
- Pouso Alegre - 6 VHF
- Rio Novo - 21 UHF
- Salinas - 11 VHF
- São Gonçalo do Rio Abaixo - 7 VHF
- São João del-Rei - 19 UHF
- São Lourenço - 8 VHF
- São Sebastião Do Paraíso - 19.1 (digital)
- Taiobeiras - 11 VHF
- Teófilo Otoni - 17 UHF
- Viçosa - canal 23

### Pará
- Abaetetuba - 16 UHF digital
- Altamira - 15 UHF
- Belém - 20 UHF digital (19.1 virtual)
- Bragança - 17 UHF
- Conceição do Araguaia - 2 VHF
- Cametá - 16 UHF digital
- Itaituba - 22 UHF
- Marabá - 16 UHF digital (15.1 virtual)
- Óbidos - 17 UHF digital
- Paragominas - 16 UHF digital (em implantação)
- Santarém - 18 UHF digital

### Paraíba
- Cajazeiras - 24 UHF digital
- Campina Grande - 24 UHF digital (23.1 virtual)
- Guarabira - 47 UHF digital
- João Pessoa – 47 UHF digital (48.1 virtual)
- Patos - 24 UHF digital
- Pirpirituba - 11 VHF
- Pocinhos - 13 VHF

### Paraná
- Apucarana - 19 UHF digital (20.1 virtual)
- Campo Mourão - 18 UHF digital (19.1 virtual)
- Cascavel - 16 UHF digital (14.1 virtual)
- Clevelândia - 20 UHF digital
- Cornélio Procópio - 19 UHF digital (28.1 virtual)
- Curitiba - 25 UHF digital (26.1 virtual)
- Francisco Beltrão - 19 UHF digital
- Guarapuava - 28 UHF digital (16.1 virtual)
- Guaratuba - 19 UHF digital (22.1 virtual)
- Irati - 19 UHF digital
- Ivaiporã - 19 UHF digital
- Jaguariaíva - 7 VHF
- Londrina - 19 UHF digital (18.1 virtual)
- Maringá - 18 UHF digital (19.1 virtual)
- Palmas - 20 UHF digital
- Paranaguá - 19 UHF digital
- Paranavaí - 18 UHF digital (20.1 virtual)
- Pato Branco - 49 UHF digital
- Ponta Grossa - 19 UHF digital (14.1 virtual)
- Rio Negro - 30 UHF
- São Miguel do Iguaçu - 50 UHF digital (59.1 virtual)
- Telêmaco Borba - 19 UHF digital
- Tibagi - 15 UHF
- Toledo - 19 UHF digital (15.1 virtual)
- Umuarama - 19 UHF digital (20.1 virtual)
- União da Vitória - 24 UHF

### Pernambuco
- Afogados da Ingazeira - 16 UHF digital
- Caruaru - 15 UHF digital (48.1 virtual)
- Floresta - 15 UHF digital
- Garanhuns - 15 UHF digital
- Nazaré da Mata - 52 UHF digital
- Pesqueira - 15 UHF digital
- Petrolina - 15 UHF digital (16.1 virtual)
- Recife –  44 UHF digital (51.1 virtual)

### Piauí
- Bom Jesus - 39 UHF digital
- Campo Maior - 39 UHF digital
- Floriano - 39 UHF digital
- Parnaíba - 39 UHF digital (16.1 virtual)
- Picos - 39 UHF digital
- São Raimundo Nonato - 39 UHF digital
- Teresina – 39 UHF digital (40.1 virtual)

### Rio de Janeiro
- Araruama - 34 UHF digital (43.1 virtual)
- Cabo Frio - 21 UHF digital (28.1 virtual) fora do ar
- Itaguaí - 22 UHF digital
- Macaé - 25 UHF digital (23.1 virtual)
- Nova Friburgo - 34 UHF digital (25.1 virtual)
- Paraty - 22 UHF digital (14.1 virtual)
- Resende - 34 UHF digital (45.1 virtual)
- Rio de Janeiro - 22 UHF digital (34.1 virtual)
- Volta Redonda - 26 UHF digital (15.1 virtual)

### Rio Grande do Norte
- Caicó - 39 UHF digital
- Mossoró - 27 UHF digital (9.1 virtual)
- Natal - 39 UHF digital (38.1 virtual)

### Rio Grande do Sul
- Quarai- - 16 UHF digital
- Antônio Prado - 3 VHF
- Bagé - 17 UHF digital
- Cachoeira do Sul - 17 UHF digital
- Caxias do Sul - 17 UHF digital (57.1 virtual)
- Cruz Alta - 16 UHF digital
- Dom Pedrito - 18 UHF
- Erechim - 17 UHF digital
- Frederico Westphalen - 18 UHF digital
- Getúlio Vargas - 17 UHF digital
- Jaguarão - 5 VHF
- Lagoa Vermelha - 39 UHF
- Passo Fundo - 17 UHF digital
- Pelotas - 17 UHF digital (14.1 virtual)
- Porto Alegre - 17 UHF digital (16.1 virtual)
- Rio Grande - 15 UHF digital (17.1 virtual)
- Rosário do Sul - 31 UHF
- Santa Cruz do Sul - 17 UHF digital
- Santa Maria - 16 UHF digital (15.1 virtual)
- Santa Rosa - 17 UHF
- Santo Ângelo - 17 UHF digital
- São Gabriel - 17 UHF digital
- Sarandi - 7 VHF
- Serafina Corrêa - 2 VHF
- Torres - 19 UHF
- Uruguaiana - 17 UHF digital
- Vacaria - 16 UHF digital
- Vanini - 13 VHF

### Rondônia
- Guajará-Mirim - 18 UHF
- Ji-Paraná - 18 UHF digital
- Porto Velho - 20 UHF digital (19 virtual)

### Roraima
- Boa Vista - 25 UHF digital (26.1 virtual)

### Santa Catarina
- Brusque - 26 UHF
- Caçador - 16 UHF digital
- Chapecó - 16 UHF digital
- Criciúma - 36 UHF digital
- Florianópolis - 21 UHF digital (20.1 virtual)
- Jaraguá do Sul - 16 UHF digital (43.1 virtual)
- Joaçaba - 16 UHF digital
- Joinville - 20 UHF digital (29.1 virtual)
- Lages - 16 UHF digital
- Rio do Sul - 20 UHF digital
- Rio Negrinho - 16 UHF digital
- Tubarão - 20 UHF digital

### São Paulo
- Adamantina - 16 UHF digital
- Águas de Santa Bárbara - 34 UHF
- Alfredo Marcondes - 25 UHF
- Álvaro de Carvalho - 15 UHF
- Altinópolis - 21 UHF digital (51.1 virtual)
- Américo Brasiliense - 50 UHF
- Andradina - 34 UHF
- Apiaí - 17 UHF
- Araçatuba - 32 UHF digital (39.1 virtual)
- Arandu - 45 UHF
- Araraquara - 51 UHF digital (50.1 virtual)
- Araras - 32 UHF digital (11.1 virtual)
- Areias - 34 UHF digital
- Assis - 23 UHF
- Avaré - 20 UHF digital
- Bauru - 20 UHF digital (21.1 virtual)
- Bebedouro - 54 UHF
- Bertioga - 15 UHF digital (40.1 virtual)
- Bilac - 32 UHF digital
- Birigui - 32 UHF digital (39.1 virtual)
- Bocaina - 50 UHF
- Botucatu - 21 UHF digital (36.1 virtual)
- Cachoeira Paulista - 49 UHF digital
- Caconde - 50 UHF digital
- Cafelândia - 16 UHF digital
- Cajuru - 22 UHF
- Campinas - 32 UHF digital (31.1 virtual)
- Cândido Mota - 15 UHF
- Capão Bonito - 41 UHF
- Capivari - 31 UHF digital
- Cardoso - 31 UHF digital
- Casa Branca - 50 UHF digital
- Coroados - 32 UHF digital
- Cubatão - 15 UHF digital
- Descalvado - 50 UHF digital
- Dourado - 50 UHF
- Dracena - 25 UHF digital (56.1 virtual)
- Duartina - 59 UHF
- Eldorado - 15 UHF digital
- Fernandópolis - 32 UHF digital (45.1 virtual)
- Franca - 21 UHF digital (22.1 virtual)
- Getulina - 53 UHF
- Glicério - 32 UHF digital
- Guaiçara - 53 UHF
- Guaíra - 21 UHF digital (22.1 virtual)
- Guaratinguetá - 34 UHF digital
- Guarantã - 15 UHF
- Guararapes - 32 UHF digital
- Guararema - 34 UHF digital
- Guariba - 57 UHF
- Guarujá - 15 UHF digital
- Iaras - 13 VHF
- Ibirarema - 25 UHF
- Ibitinga - 20 UHF
- Ibiúna - 39 UHF digital
- Icém - 18 UHF
- Iepê - 27 UHF
- Iguape - 15 UHF digital
- Ilha Solteira - 45 UHF
- Iperó - 32 UHF digital
- Iporanga - 15 UHF digital
- Itajobi - 16 UHF
- Itanhaém - 15 UHF digital (16.1 virtual)
- Itapetininga - 47 UHF
- Itapeva - 35 UHF
- Itápolis - 59 UHF
- Itararé - 58 UHF
- Itatinga - 29 UHF
- Jales - 47 UHF
- Jaú - 20 UHF digital (47.1 virtual)
- José Bonifácio - 32 UHF digital (52.1 virtual)
- Laranjal Paulista - 55 UHF
- Leme - 50 UHF digital
- Lençóis Paulista - 20 UHF digital (22.1 virtual)
- Limeira - 32 UHF digital
- Lins - 53 UHF
- Lutécia - 23 UHF
- Marília - 16 UHF digital (15.1 virtual)
- Matão - 32 UHF digital (54.1 virtual)
- Miracatu - 15 UHF digital
- Monte Alto - 40 UHF
- Monte Aprazível - 32 UHF digital
- Olímpia - 32 UHF digital
- Osvaldo Cruz - 15 UHF digital
- Ourinhos - 25 UHF
- Palmital - 20 UHF digital
- Panorama - 48 UHF
- Paraguaçu Paulista - 20 UHF digital
- Pardinho - 38 UHF
- Pariquera-Açu -15 UHF digital
- Paulo de Faria - 32 UHF digital
- Pedro de Toledo - 15 UHF digital (em implantação)
- Pedreira - 32 UHF digital (31.1 virtual)
- Penápolis - 32 UHF digital
- Peruíbe - 15 UHF digital (33.1 virtual)
- Pilar do Sul - 56 UHF
- Piraju - 21 UHF digital
- Pirajuí - 21 UHF digital (22.1 virtual)
- Pirassununga - 53 UHF digital (11.1 virtual)
- Piracicaba - 32 UHF digital (32.1 virtual)
- Pitangueiras - 21 UHF digital (51.1 virtual)
- Platina - 23 UHF
- Praia Grande - 15 UHF digital
- Presidente Epitácio - 18 UHF analógico / 15 UHF digital
- Presidente Prudente - 26 UHF digital (25.1 virtual)
- Presidente Venceslau - 16 UHF digital (17.1 virtual)
- Santos - 15 UHF digital (16.1 virtual)
- São Bento do Sapucaí - 34 UHF digital
- São Carlos - 50 UHF digital (53.1 virtual)
- São Joaquim da Barra - 21 UHF digital (47.1 virtual)
- São José do Rio Pardo - 41 UHF
- São José dos Campos - 34 UHF digital (19.1 virtual)
- São Manuel - 21 UHF digital (39.1 virtial)
- São Paulo – 39 UHF digital (34.1 virtual)
- Socorro - 32 UHF digital
- Sorocaba - 32 UHF digital
- Tietê - 32 UHF digital (28.1 virtual)
- Tupã - 41 UHF
- Tupi Paulista - 58 UHF
- Urupês - 32 UHF digital
- Valparaíso - 32 UHF digital
- Vera Cruz - 15 UHF
- Votuporanga - 47 UHF
- Zacarias - 32 UHF digital

### Sergipe
- Aracaju - 38 UHF digital (39.1 virtual)
- Estância - 40 UHF digital
- Lagarto - 7 VHF
- Propriá - 39 UHF digital

### Tocantins
- Araguaína - 16 UHF digital
- Cristalândia - 15 UHF
- Miracema do Tocantins - 16 UHF
- Palmas - 34 UHF digital (33.1 virtual)
- Tocantinópolis - 16 UHF digital

## Via satélite

### Digital
Nos receptores do sistema SAT HD Regional atuais, o número do canal é padronizado; enquanto no satélite Sky Brasil-1, os usuários de antena parabólica digital só podem assistir usando um receptor compatível com o sistema Nova Parabólica, que requer um cartão de decodificação.

#### Star One D2
- Posição: 70º Oeste

| Frequência | Taxa de símbolos | Polarização | FEC | PID Vídeo | PID Áudio | PCR  | Canal virtual | Período de operação | Referências        |
| ---------- | ---------------- | ----------- | --- | --------- | --------- | ---- | ------------- | ------------------- | ------------------ |
| Banda C    |                  |             |     |           |           |      |               |                     |                    |
| 3685 MHz   | 5000 Ksps        | Vertical    | 2/3 | 501       | 511/513   | 521  | N/A           | 2009-2021           | [ 7 ]              |
| 4115 MHz   | 5000 Ksps        | Vertical    | 2/3 | 501       | 511/513   | 521  | N/A           | Desde 2021          | [ 7 ]              |
| Banda Ku   |                  |             |     |           |           |      |               |                     |                    |
| 12120 MHz  | 29900 Ksps       | Vertical    | 2/3 | 5253      | 5251/5552 | 5253 | 34            | Desde 2022          | [ 8 ] [ 9 ] [ 10 ] |

#### Sky Brasil-1
- Posição: 43º Oeste

| Frequência | Taxa de símbolos | Polarização | FEC | PID Vídeo | PID Áudio | PCR  | Canal virtual | Período de operação | Referências  |
| ---------- | ---------------- | ----------- | --- | --------- | --------- | ---- | ------------- | ------------------- | ------------ |
| Banda Ku   |                  |             |     |           |           |      |               |                     |              |
| 11262 MHz  | 30000 Ksps       | Vertical    | 2/3 | 4250      | 4251      | 4250 | 6             | Desde 2023          | [ 6 ] [ 11 ] |

### Antigas transmissões

#### Analógico
| Satélite    | Posição   | Frequência                  | Filtro BW | Polarização | Observações                          | Período de operação | Referências  |
| ----------- | --------- | --------------------------- | --------- | ----------- | ------------------------------------ | ------------------- | ------------ |
| Banda C     |           |                             |           |             |                                      |                     |              |
| Star One D2 | 70º Oeste | 3890 MHz (1260 MHz Banda L) | 18 MHz    | Horizontal  | Desligado desde 15 de julho de 2024. | 1995-2024           | [ 12 ] [ 7 ] |

## Antigas afiliadas
| Emissora     | Cidade, UF     | Canal   | Situação atual                          | Período de afiliação |
| ------------ | -------------- | ------- | --------------------------------------- | -------------------- |
| TV Alvorada  | Parintins, AM  | 4 (39)  | TV Nazaré                               | ????-2021            |
| TV Diocese   | Rio Branco, AC | 27 (26) | TV Nazaré                               | 1997-2020            |
| TV Educadora | São Luís, MA   | 26      | Extinta                                 | 1998-2014            |
| TV Bragança  | Bragança, PA   | 30      | Hoje TV Educadora, afiliada à TV Nazaré | 2001-2006            |